# Monumento a los Héroes de la Independencia (Puebla)
El Monumento a los Héroes de la Independencia, también conocido como Monumento a la Independencia de México, es una escultura del artista mexicano Jesús F. Contreras. Se encuentra en el cruce de la Avenida Juárez y la calle 19 Sur, en Puebla, capital del estado mexicano del mismo nombre.

## Historia

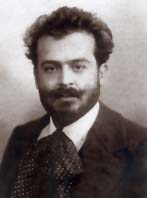
Jesús Fructuoso Contreras (1866-1902)

A finales del siglo XIX, Jesús Fructuoso Contreras (1866-1902) era uno de los mayores exponentes de la plástica mexicana. Su cercanía con el régimen porfirista le valió encargos para crear obras representativas de la historia de México que serían colocadas en el flamante Paseo de la Reforma, en la Ciudad de México. Dada la importancia estratégica de la ciudad de Puebla en los episodios más significativos de la joven nación independiente, también allí se comisionó a Contreras para la creación de diversas esculturas, en particular: un monumento dedicado a la Independencia de México y una estatua ecuestre de Ignacio Zaragoza.
El primer diseño del monumento a la Independencia consistió de dos estatuas en lados opuestos de la misma base. De un lado muestra a Nicolás Bravo con un ángel sosteniendo una corona de laurel; del otro, una persona en toga y corona triunfal, sosteniendo un libro. Esta estatua se encuentra actualmente en el Paseo Bravo, un parque urbano ubicado en el centro histórico de Puebla.
El diseño definitivo, comisionado en 1896, muestra a una mujer rompiendo sus cadenas —símbolo de la libertad— y alzada sobre una esfera por varios personajes de la Independencia de México: Miguel Hidalgo, Vicente Guerrero, el Pípila, el tamborcito insurgente, entre otros. El monumento se inauguró finalmente el 16 de septiembre de 1898. Se ubicaba originalmente en el Paseo Bravo, de frente a la Iglesia de Guadalupe (actual Avenida Reforma entre 11 y 13 Sur).

## Actualidad
El monumento a los Héroes de la Independencia fue movido a su posición actual en 1922, durante la administración municipal del alcalde Leopoldo Gavito. Este traslado coincidió con el ensanche de la ciudad hacia el oeste, alrededor de la lujosa Avenida Juárez que había sido inaugurada dos décadas antes. La estatua marca también, en el recorrido del oeste hacia el centro, el inicio de la Zona de Monumentos, el casco histórico de la ciudad protegido como Patrimonio de la Humanidad.